# Shake Weight

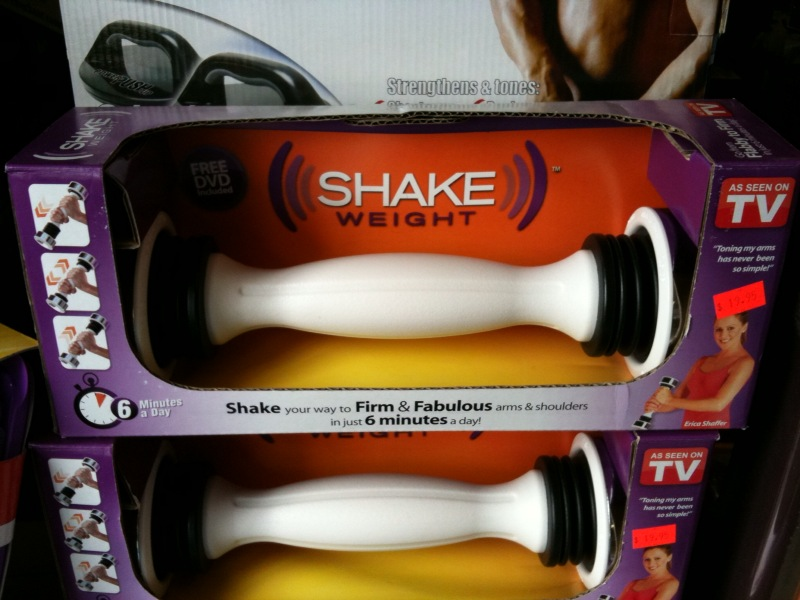
Der Shake Weight im Handel

Der Shake Weight ist eine modifizierte Hantel, die vor allem für den Muskelaufbau in den Oberarmen konzipiert wurde. 
Da die Anwendung des Trainingsgerätes stark an eine sexuelle Handlung erinnert, verbreiteten sich die Präsentationsvideos sehr schnell. Mittlerweile haben sich auch schon namhafte Fernsehsendungen mit dem Shake Weight befasst.

## Eigenschaften & Funktionsweise
Den Shake Weight gibt es in zwei verschiedenen Ausführungen (eine für Frauen, eine für Männer), die sich einzig in ihrem Gewicht unterscheiden. Laut dem Hersteller wurde der Shake Weight allerdings hauptsächlich für Frauen entwickelt.
Im Inneren des Geräts befindet sich ein Gewicht, das an beiden Enden mit einer Feder befestigt ist. Da dieses Gewicht durch Schütteln in Bewegung gesetzt wird, ist auch keine Batterie erforderlich. 
Beim Trainieren wird der Shake Weight entweder beidhändig oder mit jeder Hand alleine geschüttelt. Aufgrund dieser Bewegung sollen vor allem die Muskeln in den Oberarmen (insbesondere der Bizeps und der Trizeps) zum Muskelaufbau angeregt werden.

## Shake Weight in den Medien
Die Bewegung, die mit dem Shake Weight ausgeführt wird, erinnert stark an einen Handjob. Aufgrund dieser Ähnlichkeit wurde das Gerät schon in mehreren Fernsehsendungen, wie zum Beispiel Two and a Half Men und The Daily Show,  parodiert. Auch die Zeichentrickserie South Park befasste sich in der letzten Folge der 14. Staffel (Crème Fraiche) mit dem Shake Weight.
Die offiziellen Werbevideos auf YouTube erreichten ebenfalls schon mehrere Millionen Aufrufe.